# Zhihong Xia
Pour les articles homonymes, voir Xia.
Zhihong « Jeff » Xia est un mathématicien sino-américain, né le 20 septembre 1962 à Dongtai, Jiangsu, Chine.

## Formation et carrière
Xia obtient en 1982 de l'université de Nankin un bachelor en astronomie et en 1988 un doctorat en mathématiques de l'université Northwestern avec pour directeur de thèse Donald G. Saari et une thèse intitulée The Existence of the Non-Collision Singularities. De 1988 à 1990, Xia est professeur adjoint à l'université Harvard et de 1990 à 1994, professeur associé au Georgia Institute of Technology (et Institute Fellow). En 1994, il devient professeur titulaire à l'université Northwestern et depuis 2000, il y est titulaire de la chaire de mathématiques Arthur et Gladys Pancoe. 

## Travaux

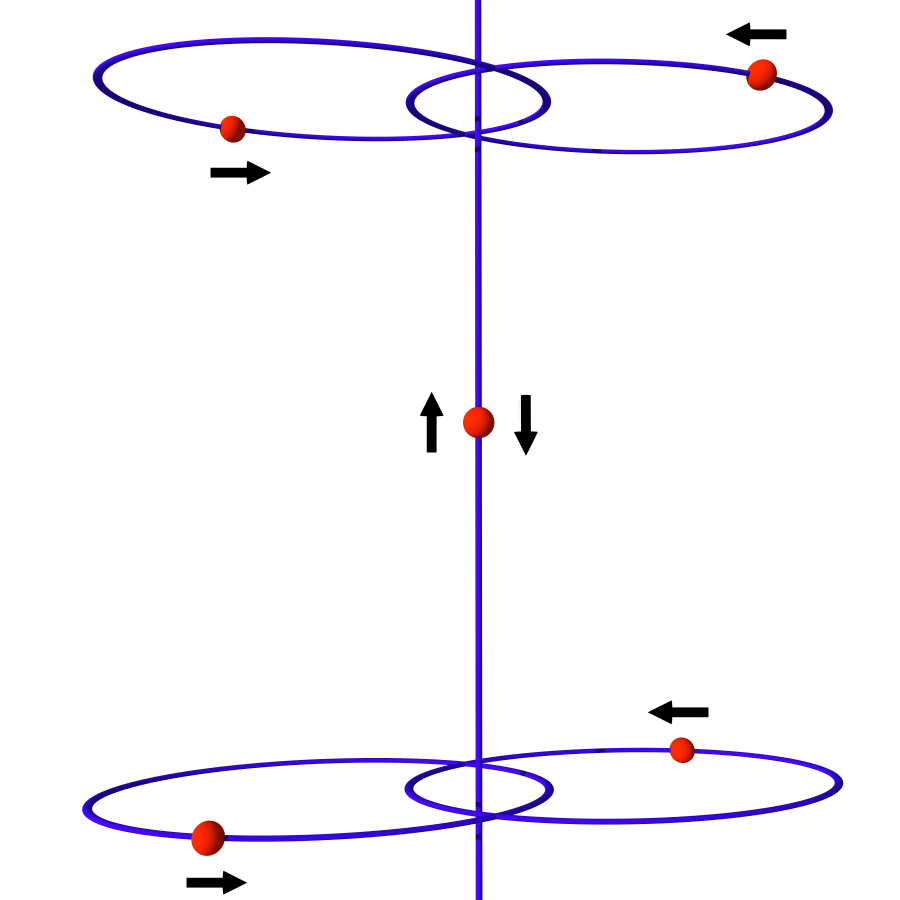
Construction de Xia prouvant la conjecture de Painlevé.

Ses recherches portent sur la mécanique céleste, les systèmes dynamiques, la dynamique hamiltonienne et la théorie ergodique. Dans sa thèse, il résout la conjecture de Painlevé, un problème de longue date posé en 1895 par Paul Painlevé. Le problème concerne l'existence de singularités de caractère non-collision dans le problème à {\displaystyle N}-corps dans l'espace tridimensionnel ; Xia a prouvé son existence pour {\displaystyle N\geq 5}. Pour la preuve d'existence, il construit un exemple de cinq masses, dont quatre sont séparées en deux paires qui tournent l'une autour de l'autre sur des orbites elliptiques excentriques autour de l'axe z de symétrie, et une cinquième masse se déplace le long de l'axe z. Pour des conditions initiales sélectionnées, la cinquième masse peut être accélérée à une vitesse infinie dans un intervalle de temps fini (sans aucune collision entre les corps impliqués dans l'exemple). Le cas {\displaystyle N=4} est ouvert. Pour {\displaystyle N=3} Painlevé avait prouvé que les singularités (points de l'orbite où les accélérations deviennent infinies dans un intervalle de temps fini) doivent être du type collision. Cependant, la preuve de Painlevé ne s'étendait pas au cas {\displaystyle N>3}.

## Prix et distinctions
En 1993, Xia est le premier lauréat du prix Blumenthal de l'American Mathematical Society. De 1989 à 1991, il est Sloan Fellow. De 1993 à 1998, il reçoit le National Young Investigator Award de la NSF. En 1995, il reçoit le prix Monroe-Martin de mathématiques appliquées de l'université du Maryland. En 1998, il est conférencier invité du Congrès international des mathématiciens à Berlin. 

## Publications (sélection)
- Xia, « The Existence of Noncollision Singularities in Newtonian Systems », Annals of Mathematics, series 2, vol. 135, no 3,‎ 1992, p. 411–468 (DOI 10.2307/2946572, JSTOR 2946572)
- Xia, « Existence of invariant tori in volume-preserving diffeomorphisms », Ergodic Theory and Dynamical Systems, vol. 12, no 3,‎ 1992, p. 621–631 (DOI 10.1017/S0143385700006969, S2CID 122761956)
- Xia, « Melnikov method and transveral homoclinic points in the restricted three-body problem », Journal of Differential Equations, vol. 96, no 1,‎ 1992, p. 170–184 (DOI 10.1016/0022-0396(92)90149-H, Bibcode 1992JDE....96..170X, lire en ligne)
- Saari et Xia, « Off to Infinity in Finite Time », Notices of the AMS, vol. 42,‎ 1993, p. 538–546 (lire en ligne)
- Xia, « Arnold diffusion and oscillatory solutions in the planar three-body problem », Journal of Differential Equations, vol. 110, no 2,‎ 1994, p. 289–321 (DOI 10.1006/jdeq.1994.1069, Bibcode 1994JDE...110..289X)
- Donald G Saari et Zhihong Xia, Hamiltonian Dynamics and Celestial Mechanics, vol. 198, American Mathematical Society, coll. « Contemporary Mathematics », 1996, 21–30 p. (ISBN 9780821805664, DOI 10.1090/conm/198/02493, CiteSeerx 10.1.1.24.1325), « Singularities in the Newtonian 𝑛-body problem »
- Xia, « Homoclinic points in symplectic and volume-preserving diffeomorphisms », Communications in Mathematical Physics, vol. 177, no 2,‎ 1996, p. 435–449 (DOI 10.1007/BF02101901, Bibcode 1996CMaPh.177..435X, S2CID 17732615, lire en ligne)
- Zhu et Xia, « Bifurcations of heteroclinic loops », Science in China Series A: Mathematics, vol. 41, no 8,‎ 1998, p. 837–848 (DOI 10.1007/BF02871667, Bibcode 1998ScChA..41..837Z, S2CID 120519869)
- Xia, « Convex central configurations for the n-body problem », Journal of Differential Equations, vol. 200, no 2,‎ 2004, p. 185–190 (DOI 10.1016/j.jde.2003.10.001, Bibcode 2004JDE...200..185X)
- Xia, « Area-preserving surface diffeomorphisms », Communications in Mathematical Physics, vol. 263, no 3,‎ 2006, p. 723–735 (DOI 10.1007/s00220-005-1514-3, Bibcode 2006CMaPh.263..723X, arXiv math/0503223, S2CID 14540760, CiteSeerx 10.1.1.235.4920)
- Saghin et Xia, « Geometric expansion, Lyapunov exponents and foliations », Annales de l'Institut Henri Poincaré C, vol. 26, no 2,‎ 2009, p. 689–704 (DOI 10.1016/j.anihpc.2008.07.001, Bibcode 2009AIHPC..26..689S, S2CID 119147899, lire en ligne)
- Xia et Zhang, « Homoclinic points for convex billiards », Nonlinearity, vol. 27, no 6,‎ 2014, p. 1181–1192 (DOI 10.1088/0951-7715/27/6/1181, Bibcode 2014Nonli..27.1181X, arXiv 1310.5279, S2CID 119627854)
- Zhihong Xia et Pengfei Zhang, Dynamical Systems, Ergodic Theory, and Probability: in Memory of Kolya Chernov, vol. 698, American Mathematical Society, coll. « Contemporary Mathematics », 2017, 221–238 p. (lire en ligne), « Homoclinic intersections for geodesic flows on convex spheres »